# Babice u Netolic
Babice (deutsch Bowitz) ist eine Gemeinde in Tschechien. Sie liegt 18 Kilometer nordwestlich des Stadtzentrums von České Budějovice und gehört zum Okres Prachatice.

## Geographie

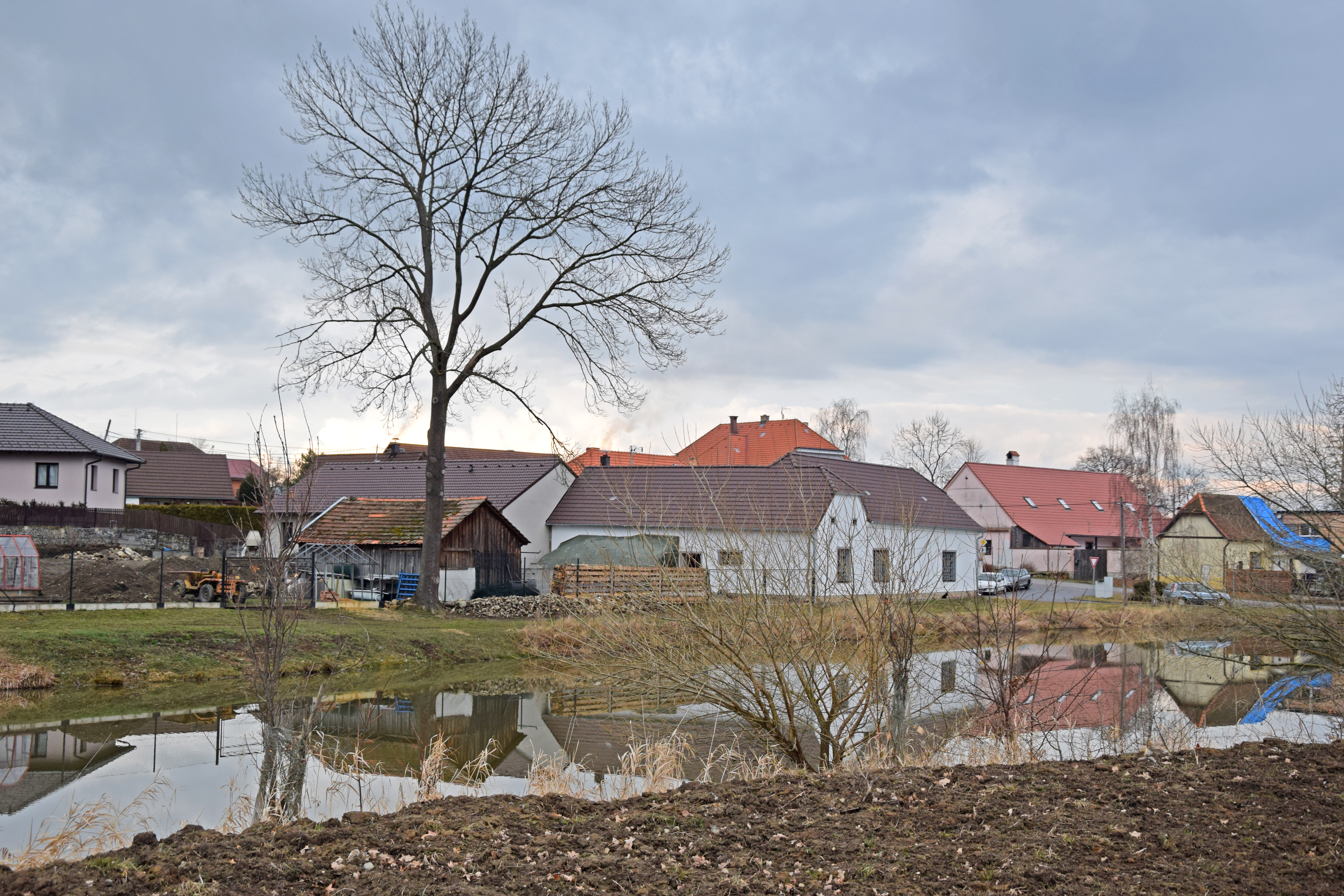
Babice

Babice befindet sich nördlich des Blanský les in der Talmulde des Lužický potok.
Nachbarorte sind Hlodačky im Norden, Mahouš im Nordosten, Zvěřetice und Sedlovice im Osten, Radošovice und Strýčice im Südosten, Chvalovice im Süden, Dolní Chrášťany im Südosten sowie Lužice und Netolice im Nordwesten.

## Geschichte
Die erste urkundliche Erwähnung des Dorfes erfolgte 1259 unter dem Namen Vávice.
Seit 1880 wird der Ortsname Babice verwendet. Die Gemeinde gehörte nach der Aufhebung der Patrimonialherrschaften zum Bezirk Prachatice, kam im 20. Jahrhundert zum Bezirk Český Krumlov und 1950 zum Okres Vodňany. Nach dessen Auflösung im Jahr 1960 kam Babice zum Okres Prachatice zurück und wurde gleichzeitig nach Chvalovice eingemeindet. Am 30. April 1976 erfolgte die Umgemeindung von Babice nach Němčice. Seit dem 24. November 1990 bildet Babice wieder eine Gemeinde.
Der Ortsteil Zvěřetice besteht zu großen Teilen aus Bauten im böhmischen Bauernbarock und wurde zur dörflichen Denkmalszone erklärt.

## Gemeindegliederung
Die Gemeinde Babice besteht aus den Ortsteilen Babice (Bowitz) und Zvěřetice (Swiretitz), die zugleich auch Katastralbezirke bilden.

## Bevölkerungsentwicklung
| Jahr      | 1869 | 1880 | 1890 | 1900 | 1910 | 1921 | 1930 | 1950 | 1961 | 1970 | 1980 | 1991 | 2001 | 2011 | 2021 |
| --------- | ---- | ---- | ---- | ---- | ---- | ---- | ---- | ---- | ---- | ---- | ---- | ---- | ---- | ---- | ---- |
| Einwohner | 295  | 316  | 269  | 253  | 271  | 276  | 254  | 160  | 143  | 117  | 65   | 62   | 78   | 88   | 134  |

## Sehenswürdigkeiten
- Barocke Kapelle in Zvěřetice
- Nischenkapelle auf dem Weg zwischen Babice und Zvěřetice
- Kapelle in Babice